# Uleanivka, Krînîcikî
Uleanivka (în ucraineană Улянівка) este un sat în comuna Drujba din raionul Krînîcikî, regiunea Dnipropetrovsk, Ucraina.

## Demografie
Componența lingvistică a localității Uleanivka
     Ucraineană (97,86%)
     Rusă (1,43%)
     Alte limbi (0,71%)
Conform recensământului din 2001, majoritatea populației localității Uleanivka era vorbitoare de ucraineană (97,86%), existând în minoritate și vorbitori de rusă (1,43%).